# Kup europskih prvaka u rukometu 1981./82.
Ovo je 22. izdanje Kupa europskih prvaka u rukometu. Sudjelovale su 23 momčadi. Nakon dva kruga izbacivanja igrale su se četvrtzavršnica, poluzavršnica i završnica. Hrvatska nije imala svog predstavnika u ovoj sezoni. 

## Turnir

### Poluzavršnica
- Helsing IF -  Honved Budimpešta 23:22, 21:24
- St.Otmar Sankt Gallen -  TV Großwallstadt 16:15, 18:17

### Završnica
- Honved Budimpešta -  St.Otmar Sankt Gallen 25:16, 24:18

- europski prvak:  Honved Budimpešta (prvi naslov)

## Vanjske poveznice
- Opširnije